# Boala Bowen
Boala Bowen (diskeratoză cu evoluție malignă) este o afecțiune precanceroasă cu evoluție cronică, frecventă la persoanele în vârstă, localizată pe piele sau pe mucoase, caracterizată clinic prin plăci eritematoase, scuamoase sau crustoase și, histologic, prin aspectul de carcinom intraepidermic, potențialul ei de malignizare fiind între 30 și 50%. A fost descrisă de dermatologul american John T. Bowen în 1912, studiul bolii a fost aprofundat de dermatologii francezi J. Darier et L. Queyrat în 1914, caracterul ei precanceros fiind subliniat încă de la început. La 25% din cazuri este însoțită de un cancer intern care este depistat, în medie, după 5 ani de la apariția bolii.

## Incidența
Sunt afectate ambele sexe. Boala apare între 20 și 80 ani, cu o incidență maximă la persoanele vârstnice.
Leziunile apar mai frecvent pe zonele expuse la ultraviolete sau la traumatisme cronice.

## Etiologia
Etiologia este discutată. Asocierea frecventă cu un cancer visceral sau cutanat ridică problema unui teren special, cu potențial cancerigen sau de acțiune a unor noxe cancerigene necunoscute.
Factorii favorizanți sunt: 
- radiațiile solare repetate și degenerescența actinică cronică
- ingestia cronică de arsenic, 5% din bolnavi folosind medicație arsenicală sau fiind expuși la pesticide sau fungicide, caz în care este posibilă asocierea cu o neoplazie internă
- imunodepresia pacienților cu transplant renal
- infecțiile și iritațiile locale (balanopostite)
- virusul papiloma uman (HPV, în special HPV16) care a fost identificat recent în unele leziuni

```
== Manifestări clinice ==
 == == Clinica Manifestari
```

## Tratament
Înlăturarea factorilor cauzali, tratament antiinflmator 7-10 zile( irigări cu soluții alcaline).Dacă nu se remit complet se indică biopsia(prin excizie)